# Förenta nationernas klimatkonferens 2010
Förenta nationernas klimatkonferens 2010  hölls i Cancún i Quintana Roo i Mexiko, mellan den 29 november och 10 december 2010. Det var den 16:e klimatkonferensen som hölls under UNFCCC, det internationella miljöfördrag som antogs på Rio-konferensen i Brasilien 1992.